# Chenoui
Pour les articles homonymes, voir Chenoua.
 (octobre 2023).
Le chenoui ou chenoua (en tamazight : tacenwit ou haqbaylit) est une langue berbère zénète parlée essentiellement dans le Dahra, allant de  Fouka à Ténès.
Il a été baptisé ainsi en référence au mont Chenoua culminant à Tipaza.

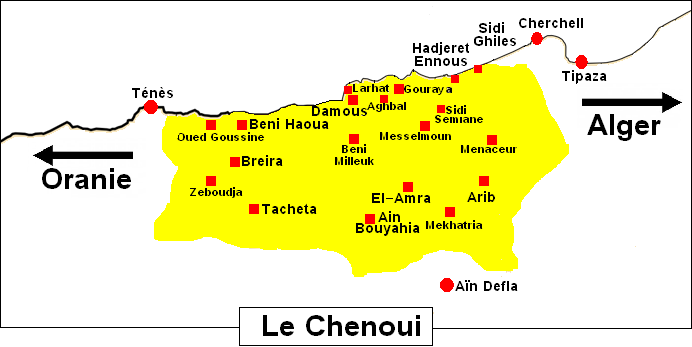

## Aire géographique
La répartition géographique du chenoui s'étale sur trois wilayas : la moitié de la wilaya de Tipaza, et une petite partie de la wilaya d'Aïn Defla et de Chlef. 
Traditionnellement, on appelle chenoui, le parler berbère utilisé dans la partie orientale de la région du Dahra en Algérie. Une région ainsi allant de Tipaza (70 km à l'ouest d'Alger) jusqu'à Ténès au centre.
Il inclut donc le parler berbère du Chenoua de Tipaza, mais aussi celui de Beni Menacer près de Cherchell, du Gouraya, de Beni Haoua près de Ténès, des monts Bissa de Chlef et des parties relevant d'Ain Defla (Tacheta, Arib, El Amra).
Autrefois, le berbère était parlé dans toute la Dahra, notamment plus à l'ouest jusque dans les territoires de Zerrifa et Achaacha de la wilaya de Mostaganem et s'étendait ainsi de même de l'autre côté de la rivière du Chéliff, dans l'Ouarsenis, son recul notoire est principalement dû à la conquête française et aux changements sociaux qui l'accompagnèrent.
Le chenoui, la variante principale du Dahra, connaît un regain d'intérêt apparaissant au journal télévisé et à la radio comme seconde langue à radio Chlef et de Tipaza, mais il reste l'un des moins connus des dialectes berbères algériens. Le chenoui est resté très pur du fait de la topographie de la Dahra et contient beaucoup d'archaïsmes par exemple : akhidhar pour cheval ou nnzer pour nez.

## Classification linguistique
C'est une langue berbère très proche du chaoui et du rifain oriental, les trois langues étant d'origine zénète.

## Lexique Chenoui
| Français               | Chenoui - Alphabet latin | Alphabet français[réf. nécessaire] |
| ---------------------- | ------------------------ | ---------------------------------- |
| Donne moi              | siɣay-d                  | sighay-d                           |
| J'ai soif              | fudeɣ                    | foudegh                            |
| Poisson                | Assalman                 | Assalman                           |
| Je suis malade         | ɛadmiɣ                   | aâdmigh                            |
| Il est arrivé          | yeweđ                    | yewedh                             |
| Ils sont venus         | ussin-dd                 | oussin-dd                          |
| L'eau est bonne        | aman d azɛim             | Amane daâzim                       |
| Beaucoup               | 8amar la8                | Hamar lah                          |
| Moi                    | nečč                     | netch                              |
| Apporte-moi            | awid                     | awid                               |
| Je regarde les étoiles | tqableɣ itran            | tqablegh itrane                    |
| Il fait chaud          | Izeɣel lhal              | Ihma lhal                          |

## Particularités du Chenoui

Les îlot berbérophones en Algérie occidentale.

Le Chenoui (ha'chenwit) possède une particularité différente des autres langues berbères, il s'agit du « t » muet en début de mot (féminin)
Exemple: Tamurt (en Kabyle) devient Amurt en Chenoui. Cette particularité est aussi présente dans le chaoui.
Il y a aussi le son « j », qui devient « y ». Exemple : Arjaz/Argaz (homme), qui devient en berbère du Chenwa « aryaz » (particularité qu'on retrouve dans une partie du parler berbère des Aurès et du Rif, ainsi que la plupart du Moyen-Atlas des sanhadjas et zénètes).
Contrairement aux idées reçues[évasif], le Chenoui ne varie que très peu des autres dialectes berbères de la région du Sahel algérois comme ceux de Gouraya de Ténès ou de Menaceur les différences sont faibles et les berbères issus de la région de la Dahra arrivent facilement à se comprendre.

## Contes Chenouis (H'iqsisin)
Autrefois, et même aujourd'hui les vieilles femmes chenouis racontaient des histoires qu'elles inventaient pour occuper les enfants ou les raconter à leur chevet. Voici un extrait du conte : « Le rat et la vieille femme »  « Aɣarda d h'amɣart »
- En chenoui : Idj uγerda yexuan i h'amγart aγi. H'tazzel akides h'etkas as h'ajlalt-nnes. H'ennas : "Arra ay aγi ak arreγ h'ajlalt-nnek". Irouh uγerda i h'γat innas : "Siγ ay-d aγi id awiγ i h'amγart mizg h'amγart ad'arr h'ajlalt-inu.
- En français : Un rat vola à une vieille femme du lait. Elle courut après lui, puis lui coupa la queue. Elle lui dit : « Rend moi le lait et je te rendrai ta queue ». Le rat partit voir la chèvre et lui dit : « Donne moi du lait que j'apporterai à la vieille femme pour qu'elle me rende ma queue ».